# KAPPEI
『KAPPEI』（カッペイ）は、若杉公徳による日本のギャグ漫画。『ヤングアニマル』（白泉社発行）にて、2011年11号から2014年17号まで連載された。
作者の前作である『デトロイト・メタル・シティ』に次いで『ヤングアニマル』に連載された2作目である。世紀末に『北斗の拳』のような文明が崩壊した世界が訪れると信じ、ひたすら鍛えていながら活躍する場を得られなかった男たちと世間の常識とのギャップによって生じる騒動を描いたギャグ漫画である。執筆のきっかけは担当者との打ち合わせの中で「ノストラダムスの大予言を信じて、世界が滅亡すると信じていた人たちは今どうしているのか」「「北斗」の主人公・ケンシロウが恋に落ちたらどうなるか」といった会話から生まれたという。
作品のコンセプトは「終末の戦士による、最強のラブコメ」。単行本の表紙は白泉社の少女コミックレーベルである「花とゆめコミックス」に似たデザイン（旧タイプ）を採用している。またコミックス1巻の発売にあたって、東京、大阪、福岡の主要女子大が位置する最寄り駅に、勝平が恋する思いを勝手に告白している内容の15種類の特製ポスターが2012年4月27日より掲示された。コミックス2巻が2012年5月29日に発売されるのに合わせて、本作でキャンパスが舞台となっている日本体育大学、日本女子体育大学、東京女子体育大学、国際武道大学の最寄り駅に勝平による“恋に効く珠玉のワンフレーズ”がデザインされた特製ポスターが2012年5月29日より同年6月4日まで掲示された。
2021年9月に実写映画の制作が発表され、2022年3月18日に公開された。。2021年9月現在、紙と電子を合わせた累計発行部数は35万部を突破している。

## あらすじ
1999年7の月。ノストラダムスが予言したこの時、世は荒廃し、秩序は乱れ、無法が支配する世界が訪れる。その時に備え、来るべき世紀末に人類を救うべく、己を鍛え上げる男たちがいた。ある日、強力無比な無戒殺風拳（むかいさっぷうけん）を会得した弟子たちを集め、老師は気まずそうに言った。
「解散」
時は2011年。世界滅亡の時は一向に訪れる様子はなかった。これは時代に全く必要とされず、世界の救世主になれなかった男の物語である。

## 登場人物

### 主要人物
勝平（かっぺい）
主人公。滅びゆく世界を救うため、幼少より殺人拳「無戒殺風拳」の修業を積んできた「終末の戦士」の1人。獅子の顎のごとく両手を広げた構えから、一撃必殺の拳打を繰り出す「獅闘流（しとうりゅう）」の使い手。短髪に鋭い双眸、厳しい修業で練り上げられた超人的な肉体を持ち、袖を肩口まで破り捨てたジャンパーに短パンというワイルドな服装をしている。悪虐非道な輩には敢然と立ち向かい、弱者には慈悲の手を差し伸べる戦士の鑑のような男。特に守るべきものの存在によって、その強さは際限なく増していく。
無戒殺風拳解散後、上京してすぐに啓太のカツアゲを目撃し、これを助ける。そのまま啓太に誘われて花見に付き添った際、山瀬に出会い、一目惚れをする。様々な誘惑や障害に耐えながら一途に山瀬を想い続け、最終巻にて車に轢かれながらもついに告白。しかし今の関係を崩したくない山瀬に振られる。数か月後、未だ自立できない仲間たちと花見をしている中、山瀬と思われる女性を見つけ、追おうとした際に師範と再会。物語はこれをもって終了する。
実写版では、花見では師範ではなく山瀬らと合流しており、変わらぬ想いを再度伝えたところで隕石が落ち、終末の世界が訪れる。山瀬と共に人類を救う旅を行っている事を提示され、実写版は幕を閉じる。
啓太（けいた）
勝平が町で出会った青年。正智大学に通う大学生。チンピラに絡まれているところを助けてもらって以来、勝平の男らしさに惚れ込んでいる。行く当てのない勝平を部屋に泊めて以来、ずっと居候されており、また怪我をした守がたびたび担ぎ込まれ部屋を血まみれにされている。新井に好意を抱き告白できずにいたが、勝平の思い違いから、勝平の口から新井を好きなことを明かされてしまう。八木が同席する飲み会で勝平に対し激怒するも帰りで和解、自分の口で新井に告白し、正式にフラれた。その後さらに英雄が加わり、居候が増えてしまった。
実写版では新井への告白はしておらず、勝平の告白を見守るなど、いくつかの変更点があった。

### 勝平らを取り巻く人々
山瀬 ハル（やませ ハル）
女子大生。勝平が一目惚れした相手。啓太の高校の同級生でもある。
明るく気さくで誰にでも優しい。恋人はいないが、本人は彼女持ちである堀田に好意を寄せていた。
作中で堀田に告白するも、当然振られる。勝平の慰めを受け、少しずつ気持ちを落ち着かせた。
後に英雄・勝平に告白されるが、失恋を乗り越えて気持ちを落ち着かせたばかりの山瀬は二人とも振る。本人としてはこれまで通りの関係を続けようと言ったが、次第に疎遠になっていった。その後、花見をしていた勝平が山瀬らしき女性が男性と歩いているのを見かけたが、本人かは不明である。
実写版では花見をしている勝平らと合流した直後に隕石が落ち、終末の世が訪れる。勝平の背中を守れるほどの実力をつけ性格もワイルドとなっており、彼と共に世界を救う旅をしている。
矢木（やぎ）
啓太の友人。髪を茶色に染めた、軽いノリの若者。勝平を「ペイ」と呼ぶ。
新井 久美子（あらい くみこ）
啓太の友人。眼鏡をかけた女性で、気さくな性格。

### 無戒殺風拳関係者
守（まもる）
勝平とともに無戒殺風拳の修行を積んできた仲間で、貫手や手刀での攻撃を主体とする蛇戦流（じゃせんりゅう）の使い手。「クール」が口癖。イジリー岡田を尊敬している。無戒殺風拳同士の戦いでは、他の使い手に負けて大怪我をすることが多く、啓太にも喧嘩が弱いと思われている。
師範（しはん）
無戒殺風拳の使い手で、勝平たちの師匠。ノストラダムスの予言を信じ、救世主を生み出すべく、何人もの男たちを幼少のころより育て上げ己の拳技を叩き込んだ。
台詞にはいつもやたら軽く俗っぽい単語が混ざっている（俗世間をまったく知らない弟子たちには、無論その言葉の意味はわからない）。
正義（まさよし）
無戒殺風拳馬跳流（ばちょうりゅう）の使い手。都会に出てから、たまたま聴いた尾崎豊の「15の夜」の影響でヤンキーとなっていた。島で暮らしていたころは勝平たちにとってよき兄貴分であったが、師範に裏切られたことから大人を信じられなくなる。来年三十路。勝平との戦いで敗れた後、啓太の部屋に居候をし、働くこともなくブラブラしている。
俊也（しゅんや）
無戒殺風拳鳳翔流（ほうしょうりゅう）の使い手。眉が無く、黒い髪を長く伸ばした男。島で暮らしていたころは、しなやかで筋肉質な体つきだったが、ラーメン店で食い逃げをし続けてきた結果、メタボリック体型になってしまった。勝平との戦いで敗れた後、啓太の部屋に転がり込み、居候を決め込んでいる。
英雄（ひでお）
無戒殺風拳龍咆流（りゅうほうりゅう）の使い手。伝説の同門殺し、大熊七十九匹殺しなど、様々な称号を持つ、無戒殺風拳最強の戦士。心優しい性格で、同じ門下生達が終末が来ないことに戸惑う中、人類が滅びないことに非常に喜んでいた。上京後、あふれ出る殺気から人々から避けられ続けたが、浜辺でたたずんでいたところで出会った、自分を避けない山瀬に好意を抱き、山瀬にふさわしい男性になるために殺風を封じる術を覚え、身なりを整えてバイトを始める。一方でその実力は衰えておらず、素性を探ってきた守を圧倒した。山瀬の誕生日を知っており、告白するためにその日に食事を取り付けようとするも、元々予定が入っていたため断られる。勝平がその予定ではないかとして死闘を演じる。そのすぐ後に彼の下宿先を突き止め、力づくで俊也に事情を聞き出し、勝平ではないことを知ると、互いの思いのたけを述べ合って和解する。山瀬の誕生日よりも前の日に食事の予定を取り付け、告白するも断られる。その後は啓太の部屋に居候している模様。

### その他
柳田（やなぎだ）
警察官。柔道の黒帯一歩手前までいったというのが自慢。無戒殺風拳の遣い手同士の戦いが起きた際にその場にいて、解説や実況をすることが多い。なお、後輩のテルオと必ず二人組みで登場する。
テルオ
警察官。柳田の後輩。
力也（りきや）
単行本1巻の番外編にて初登場した終末の戦士の1人。俊也の弟。沖縄に流れ着いて水を求めてさ迷っていたところを地元のおばちゃんに助けられる。勝平と英雄がフラれた数か月後、なぜか啓太の部屋に居候している。
シンちゃん
啓太にからんだチンピラ。
リアム
シンちゃんの相棒兼ボディガードの黒人。ラッパーのような服装をしており、プロボクサーのライセンスを持つ。勝平や守の強すぎる殺気に恐れおののいている。
武智（たけち）
正義の舎弟のヤンキー。中学生。無戒殺風拳の使い手でないにも関わらず、正義との戦いで手負いの状態の守を不意打ちではあるが倒した。
なゆ
勝平が山篭りの修行の際に偶然出会った女子高生。「運命の人」が現れるのを信じている、素朴で純粋な性格をしており、萌え要素の塊のような少女。かずやという幼馴染の少年がおり、彼に告白され恋仲になる。

## 書誌情報
- 若杉公徳『KAPPEI』白泉社〈ジェッツコミックス〉、全6巻
  1. 2012年4月27日発売[8]、ISBN 978-4-592-14891-3
  2. 2012年5月29日発売[9]、ISBN 978-4-592-14892-0
  3. 2012年10月29日発売[10]、ISBN 978-4-592-14893-7
  4. 2013年7月29日発売[11]、ISBN 978-4-592-14894-4
  5. 2014年6月27日発売[12]、ISBN 978-4-592-14895-1
  6. 2014年10月29日発売[13]、ISBN 978-4-592-14896-8

## 実写映画
『KAPPEI カッペイ』のタイトルで2022年3月18日に公開。プロデューサーとして数多くの映画作品に関わってきた平野隆にとって初の監督作品となる。時代設定は公開当時に合わせて2022年に変更されており、「終末の戦士」たちの年齢も原作より上げられている。

### キャスト
- 終末の戦士・勝平：伊藤英明[7]
- 山瀬ハル：上白石萌歌[7]
- 入間啓太：西畑大吾（なにわ男子）[7]
- 終末の戦士・守：大貫勇輔[7]
- 師範：古田新太[7]
- テルオ：森永悠希[15]
- 新井久美子：浅川梨奈[15]
- 矢木徹：倉悠貴[15]
- 柳田：橋本じゅん[15]
- 和也：関口メンディー（EXILE / GENERATIONS）[15]
- 武智：鈴木福[15]
- 美麗：かなで（3時のヒロイン）[15]
- 堀田先輩：岡崎体育[15]
- リアム（街の不良）：アントニー（マテンロウ）[15]
- しんちゃん（街の不良）：大トニー（マテンロウ）[15]
- 終末の戦士・正義：山本耕史[7]
- 終末の戦士・英雄：小澤征悦[7]

### スタッフ
- 原作：若杉公徳『KAPPEI』（白泉社・ヤングアニマルコミックス）
- 監督：平野隆
- 脚本：徳永友一
- 音楽：遠藤浩二
- 主題歌：西川貴教 featuring ももいろクローバーZ「鉄血†Gravity」（EPICレコードジャパン）[16]
- プロデューサー：辻本珠子、刀根鉄太、宇田川寧
- 共同プロデューサー：大脇拓郎、田口雄介
- 音楽プロデューサー：溝口大悟
- 宣伝プロデューサー：江上智彦
- 撮影：小松高志
- 照明：蒔苗友一郎
- 美術：金勝浩一
- 装飾：中澤正英
- 録音：田中博信
- 編集：森下博昭
- アクションコーディネーター：吉田浩之
- VFXスーパーバイザー：小坂一順、道木伸隆
- スクリプター：石川愛子
- 衣装：白石敦子
- ヘアメイク：酒井夢月、佐藤陵
- 助監督：長野晋也
- 制作担当：松原剛
- 配給：東宝
- 制作プロダクション：ダブ
- 製作幹事：TBSテレビ
- 製作：映画『KAPPEI』製作委員会（TBSテレビ、東宝、エイベックス・ピクチャーズ、毎日放送、CBCテレビ、白泉社、ジェイアール東日本企画、ダブ、RKB毎日放送、GYAO、日本出版販売、エー・チーム、北海道放送）

### 出品
- 第38回ブリュッセル国際ファンタスティック映画祭 - 「Emerging Raven Award」部門・最優秀作品賞[17]
- 第55回シッチェス・カタロニア国際映画祭[17]

### 備考
- 予告編、劇場マナーCM、映画『KAPPEI カッペイ』公開記念！修行の疲れを癒す“戦士の休息”SP（テレビ番組）等のナレーションは声優の山口勝平が担当している[18][19]。

### テレビ放映
| 回数 | 放送局    | 放送枠   | 放送日        | 放送時間  | 放送分数 | 平均世帯 視聴率 | 備考                                |
| ---- | --------- | -------- | ------------- | --------- | -------- | --------------- | ----------------------------------- |
| 1    | TBSテレビ | （なし） | 2025年3月20日 | 2:35-4:00 | 85分     | 0.4%            | スペシャルエディション 地上波初放送 |

- 地上波放送・関東地区のみ記載。
- 視聴率はビデオリサーチ調べ。関東地区でのデータ。